# Fetih II Giray
Fetih II Giray est un khan de Crimée ayant régné de 1736 à 1737.

## Origine
Fetih II Giray est le fils aîné de Devlet II Giray.

## Règne
Fetih Giray est après la mort d'Adil Giray le kalgay de son oncle Qaplan Ier. Il devient khan en juillet 1736 après la déposition de Qaplan Ier, accusé par les Ottomans de n'avoir pas su résister à l'attaque des armées russes lors de la guerre russo-turque de 1735-1739. Mais lorsque l'année suivante une seconde offensive russe force de nouveau le passage de l'isthme de Perekop et détruit la nouvelle capitale Karasu, Fetih II Giray est destitué en août 1737 à son tour au profit de Mengli II Giray.

## Postérité
Fetih II Giray est le père de :
- Sélim III Giray.